# Джебель-Ирхуд
Дже́бель-Ирху́д — одна из древнейших палеолитических стоянок человека современного вида, обнаруженная в одноименной пещере на территории Марокко. Обнаружена в 1962 году.

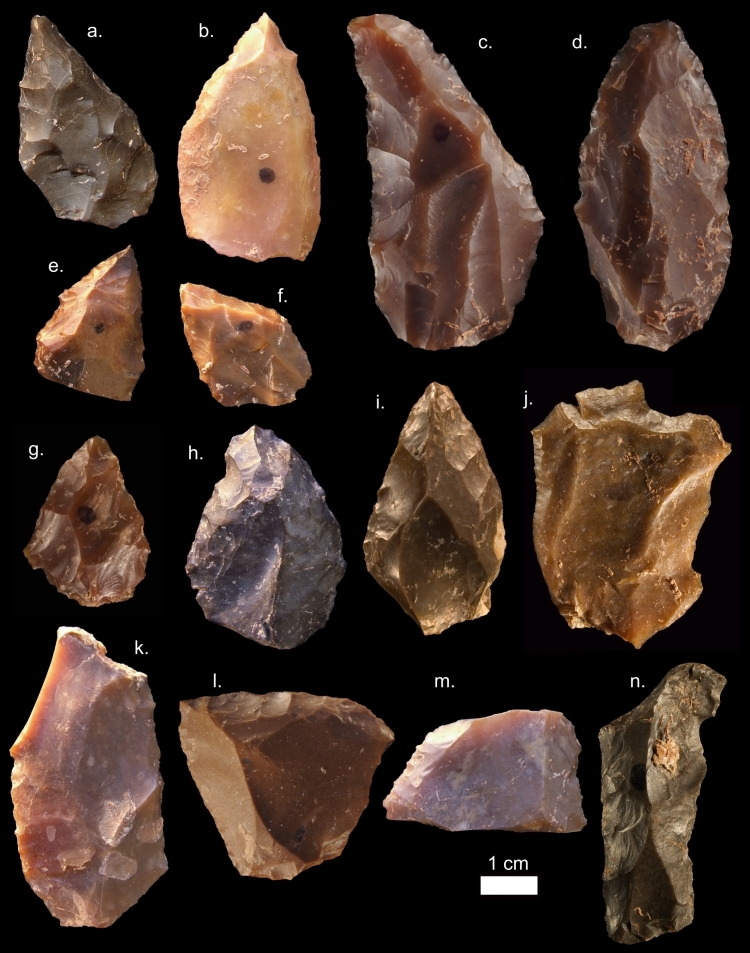
Каменные орудия из Джебель-Ирхуд

До 2007 года ископаемые останки истолковывались как неандертальские, но позже учёные склонились к тому, что это кости кроманьонцев мустьерской эпохи, родственных эфиопскому человеку Идалту (Homo sapiens idaltu). Возраст находок оценивался в 160 тыс. лет.

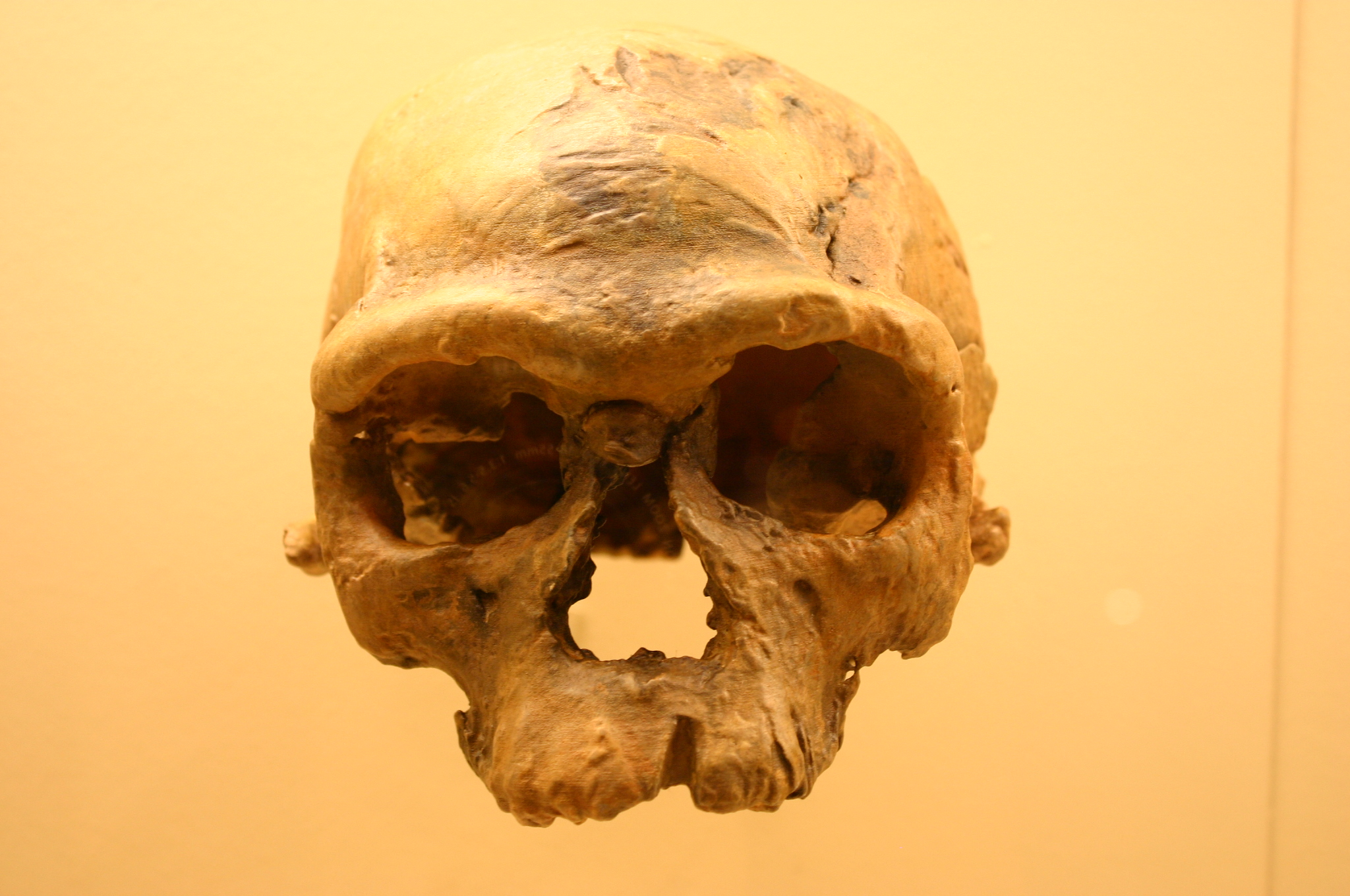
Череп Irhoud 1

В июне 2017 года было объявлено, что возраст новых находок со стоянки Джебель-Ирхуд оказался на 100 тысяч лет старше, чем самые древние находки в Африке, и составляет от 240±35 тыс. лет до 378±30 тыс. лет. Находки из Джебель-Ирхуд вместе с черепом из Флорисбада (ЮАР), отличающимся мозаикой переходных черт и ставшим основанием для выделения вида Homo helmei, авторы исследования включают в кладу Homo sapiens (H. sapiens clade). На эволюционной линии, которая тянется от последнего общего предка сапиенсов и неандертальцев, люди из Джебель-Ирхуда находятся примерно на такой же позиции в генеалогии анатомически современного человека, на которой в генеалогии неандертальцев находятся люди из Сима-де-лос-Уэсос в испанской Атапуэрке. По мнению исследовательской группы, новая датировка означает, что именно представители клады Homo sapiens, а не представители конкурирующих или предковых видов (Homo heidelbergensis, Homo naledi), были теми, кто оставил индустрию среднего каменного века Африки. Вскоре после морской изотопной стадии 9 (337—300 тыс. л. н.) индустрия Леваллуа распространилась на значительной части Африки и Евразии.